# Данило (Павловский район)
Данило — хутор в Павловском районе Воронежской области Российской Федерации. Входит в Красное сельское поселение.

## Название
Название произошло по реке Данило, возле которой расположен хутор.

## География
Хутор располагается в северной части поселения по берегам реки Данило.
Село, как и вся Воронежская область, живёт по Московскому времени.

## История
Поселение основано во второй половине XIX века как деревня Даниловка.

## Население
| 1859 | 1900 | 1906 | 1980 | 2007 | 2009 | 2010 |
| ---- | ---- | ---- | ---- | ---- | ---- | ---- |
| 347  | ↗483 | ↗663 | ↘524 | ↗643 | ↗665 | ↘652 |

## Улицы
На хуторе 8 улиц: Колхозная, Коммунаров, Луговая, Мира, Подгорная, Садовая, Центральная и Молодёжная.